# Division 1 (Bélgica) 1979-80
La Primera División de Bélgica 1979/80 fue la 77.ª temporada de la máxima competición futbolística en Bélgica.

## Tabla de posiciones
| Pos | Equipo                    | PJ | PG | PE | PP | GF | GC | Pts | DG  | Notas                                                |
| --- | ------------------------- | -- | -- | -- | -- | -- | -- | --- | --- | ---------------------------------------------------- |
| 1   | Club Brugge K.V.          | 34 | 24 | 5  | 5  | 76 | 31 | 53  | +45 | Clasificado a la Copa de Campeones de Europa 1980-81 |
| 2   | Standard Liège            | 34 | 20 | 9  | 5  | 80 | 31 | 49  | +49 | Clasificado a la Copa de la UEFA 1980-81             |
| 3   | R.W.D. Molenbeek          | 34 | 19 | 10 | 5  | 57 | 28 | 48  | +29 | Clasificado a la Copa de la UEFA 1980-81             |
| 4   | KSC Lokeren               | 34 | 18 | 6  | 10 | 60 | 28 | 42  | +32 | Clasificado a la Copa de la UEFA 1980-81             |
| 5   | RSC Anderlechtois         | 34 | 17 | 7  | 10 | 64 | 34 | 41  | +30 | Clasificado a la Copa de la UEFA 1980-81             |
| 6   | Lierse S.K.               | 34 | 18 | 4  | 12 | 72 | 43 | 40  | +39 |                                                      |
| 7   | K Waterschei SV Thor Genk | 34 | 14 | 9  | 11 | 50 | 39 | 37  | +11 | Clasificado a la Recopa de Europa 1980-81            |
| 8   | FC Winterslag             | 34 | 12 | 11 | 11 | 35 | 62 | 35  | -27 |                                                      |
| 9   | RFC Liégeois              | 34 | 12 | 9  | 13 | 51 | 47 | 33  | +4  |                                                      |
| 10  | Cercle Brugge K.S.V.      | 34 | 13 | 6  | 15 | 51 | 60 | 32  | -9  |                                                      |
| 11  | K.S.K. Beveren            | 34 | 11 | 10 | 13 | 37 | 45 | 32  | -8  |                                                      |
| 12  | KSV Waregem               | 34 | 10 | 11 | 13 | 33 | 42 | 31  | -9  |                                                      |
| 13  | Royal Antwerp FC          | 34 | 10 | 8  | 16 | 42 | 49 | 28  | -7  |                                                      |
| 14  | K Beerschot VAV           | 34 | 8  | 11 | 15 | 37 | 52 | 27  | -15 |                                                      |
| 15  | Beringen FC               | 34 | 9  | 8  | 17 | 34 | 51 | 26  | -17 |                                                      |
| 16  | K Berchem Sport           | 34 | 7  | 12 | 15 | 40 | 61 | 26  | -21 |                                                      |
| 17  | R. Charleroi S.C.         | 34 | 8  | 6  | 20 | 23 | 66 | 22  | -43 | Descenso a la Division II                            |
| 18  | KSC Hasselt               | 34 | 2  | 6  | 26 | 21 | 94 | 10  | -73 | Descenso a la Division II                            |

PJ = Partidos jugados; PG = Partidos ganados; PE = Partidos empatados; PP = Partidos perdidos; GF = Goles a favor; GC = Goles en contra; Pts = Puntos; DG = Diferencia de goles